# Cozi TV
Cozi TV é uma rede de televisão de subcanais digitais americana operada e pertencente à divisão NBC Owned Television Stations da NBCUniversal e mostra uma mistura de filmes, programas originais sobre estilo de vida, e séries de televisão clássicas das décadas de 1950 a 1980.